# Melolontha sulcipennis
Melolontha sulcipennis är en skalbaggsart som beskrevs av François Louis Nompar de Caumont de Laporte 1840. Melolontha sulcipennis ingår i släktet Melolontha och familjen Melolonthidae. Inga underarter finns listade i Catalogue of Life.